# Manso, Haute-Corse
 Manso  là một xã ở tỉnh Haute-Corse trên đảo Corse, Pháp. Xã này có diện tích 121,02 km², dân số năm 1999 là 106 người. Khu vực này có độ cao 120 mét trên mực nước biển.